# Campionati del mondo di atletica leggera 2005 - Salto in lungo femminile
La gara di salto in lungo femminile ai Campionati del mondo di atletica leggera di Helsinki 2005 si è disputata nelle giornate del 9 agosto (qualificazioni) e 10 agosto (finale).

## Podio
| Posizione | Atleta           | Paese       |
| --------- | ---------------- | ----------- |
| Oro       | Tianna Madison   | Stati Uniti |
| Argento   | Eunice Barber    | Francia     |
| Bronzo    | Yargelis Savigne | Cuba        |

## Qualificazioni

### Gruppo A
1. Concepción Montaner,  Spagna 6,65 m Q
2. Yargelis Savigne,  Cuba 6,57 m q
3. Kelly Sotherton,  Regno Unito 6,55 m q
4. Elva Goulbourne,  Giamaica 6,53 m q
5. Rose Richmond,  Stati Uniti 6,53 m
6. Fiona May,  Italia 6,51 m
7. Marestella Torres,  Filippine 6,46 m
8. Naide Gomes,  Portogallo 6,42 m
9. Natalia Kilpeläinen,  Finlandia 6,34 m
10. Ineta Radēviča,  Lettonia 6,34 m
11. Soko Salaqiqi,  Figi 5,77 m
12. Martina Darmovzalová,  Rep. Ceca 5,74 m
  - Tatyana Kotova,  Russia dq 6,63 m
  - Kéné Ndoye,  Senegal dns

### Gruppo B
1. Tianna Madison,  Stati Uniti 6,83 m Q
2. Tünde Vaszi,  Ungheria 6,62 m q
3. Eunice Barber,  Francia 6,60 m q
4. Grace Upshaw,  Stati Uniti 6,59 m q
5. Oksana Udmurtova,  Russia 6,56 m q
6. Anju Bobby George,  India 6,54 m q
7. Jackie Edwards,  Bahamas 6,53 m q
8. Kumiko Ikeda,  Giappone 6,51 m
9. Oleksandra Shyshlyuk,  Ucraina 6,35 m
10. Bianca Kappler,  Germania 6,35 m
11. Ioanna Kafetzi,  Grecia 6,31 m
12. Adina Anton,  Romania 6,25 m
  - Irina Simagina,  Russia dns

## Finale
1. Tianna Madison,  Stati Uniti 6,89 m
2. Eunice Barber,  Francia 6,76 m
3. Yargelis Savigne,  Cuba 6,69 m
4. Anju Bobby George,  India 6,66 m
5. Oksana Udmurtova,  Russia 6,53 m
6. Grace Upshaw,  Stati Uniti 6,51 m
7. Kelly Sotherton,  Regno Unito 6,42 m
8. Jackie Edwards,  Bahamas 6,42 m
9. Tünde Vaszi,  Ungheria 6,32 m
10. Concepción Montaner,  Spagna 6,32 m
11. Elva Goulbourne,  Giamaica 6,21 m
  - Tatyana Kotova,  Russia dq 6,79 m